# Blutsee-Moor
Das Naturschutzgebiet Blutsee-Moor ist ein 5,70 Hektar großes Naturschutzgebiet im Landkreis Würzburg. Es liegt zwischen den Orten Limbachshof und Gerchsheim. Bekannt ist das Naturschutzgebiet für sein Niedermoor sowie für den größten Schwingrasen Unterfrankens.

## Geographische Lage und Name
Das Naturschutzgebiet liegt im südöstlichen Teil des Irtenberger Waldes und ist Teil des FFH-Gebietes Irtenberger und Guttenberger Wald. Westlich des Blutsee-Moores liegt der neue großflächige Naturwald Irtenberger Wald. Der Name Blutsee beruht auf das unregelmäßige Auftreten der rotgefärbten Euglena sanguinea.

## Biotopkartierung
Das Naturschutzgebiet setzt sich aus verschiedenen Biotopsarten zusammen, darunter Flachmooren und Quellmooren (15 %), vegetationsfreien Wasserflächen in geschützten Stillgewässern (15 %), Großröhrichten (10 %), Unterwasser- und Schwimmblattvegetation (5 %) sowie Feuchtgebüschen (5 %). Die Biotopkartierung stammt aus dem Jahr 1997, weshalb die Aktualität der Daten in Frage gestellt werden kann. Die Nummer des Biotops lautet 6225-0060.